# Naturpark Steinhuder Meer

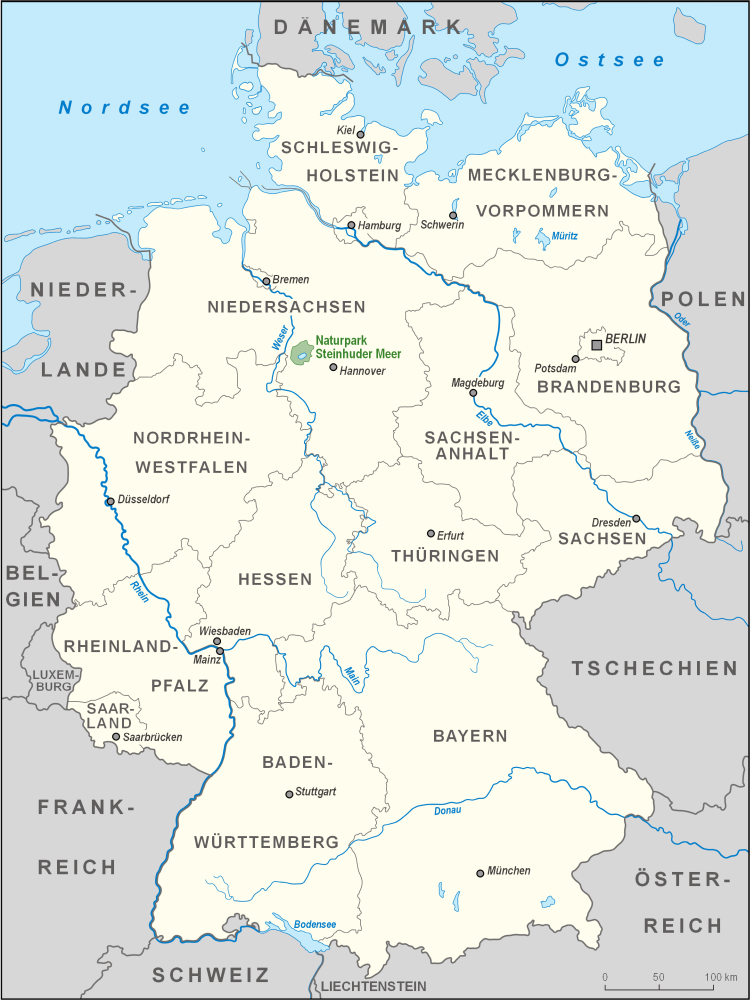
Lage des Naturparks Steinhuder Meer

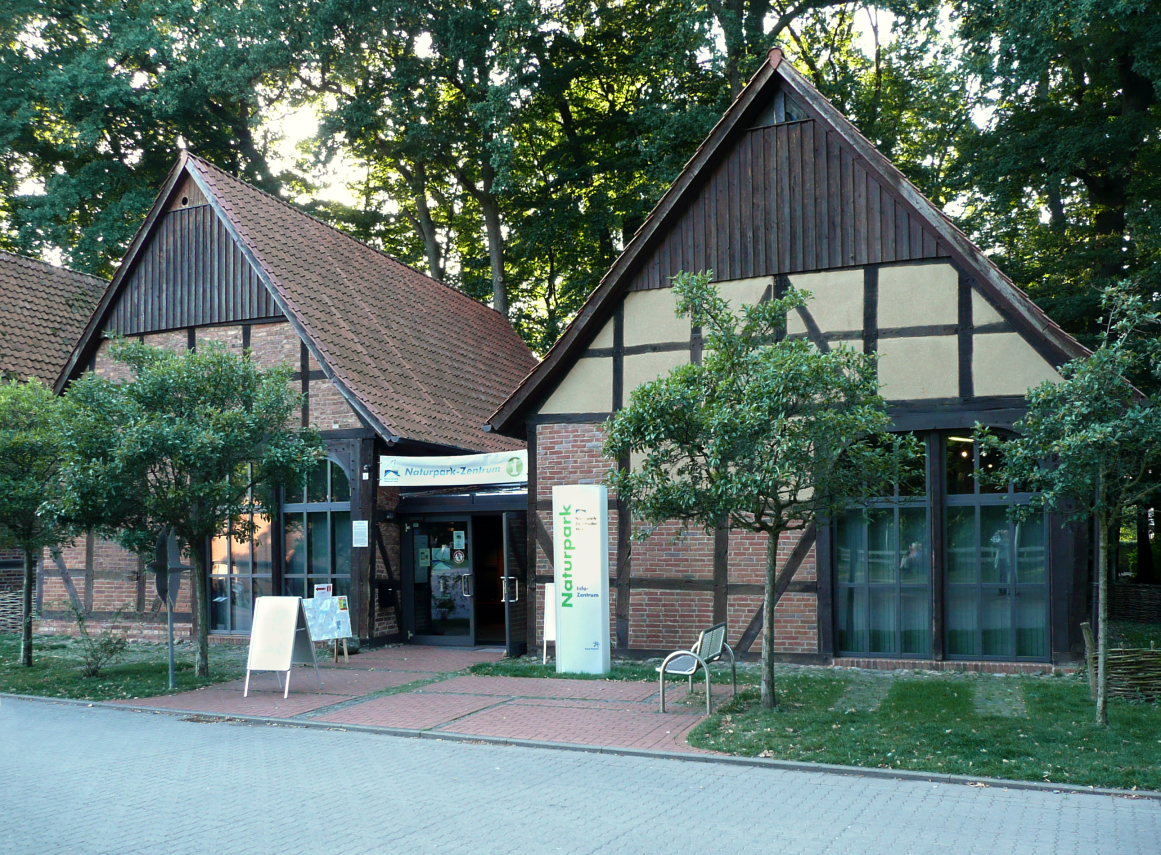
Naturpark Scheune Steinhude im historischen Scheunenviertel

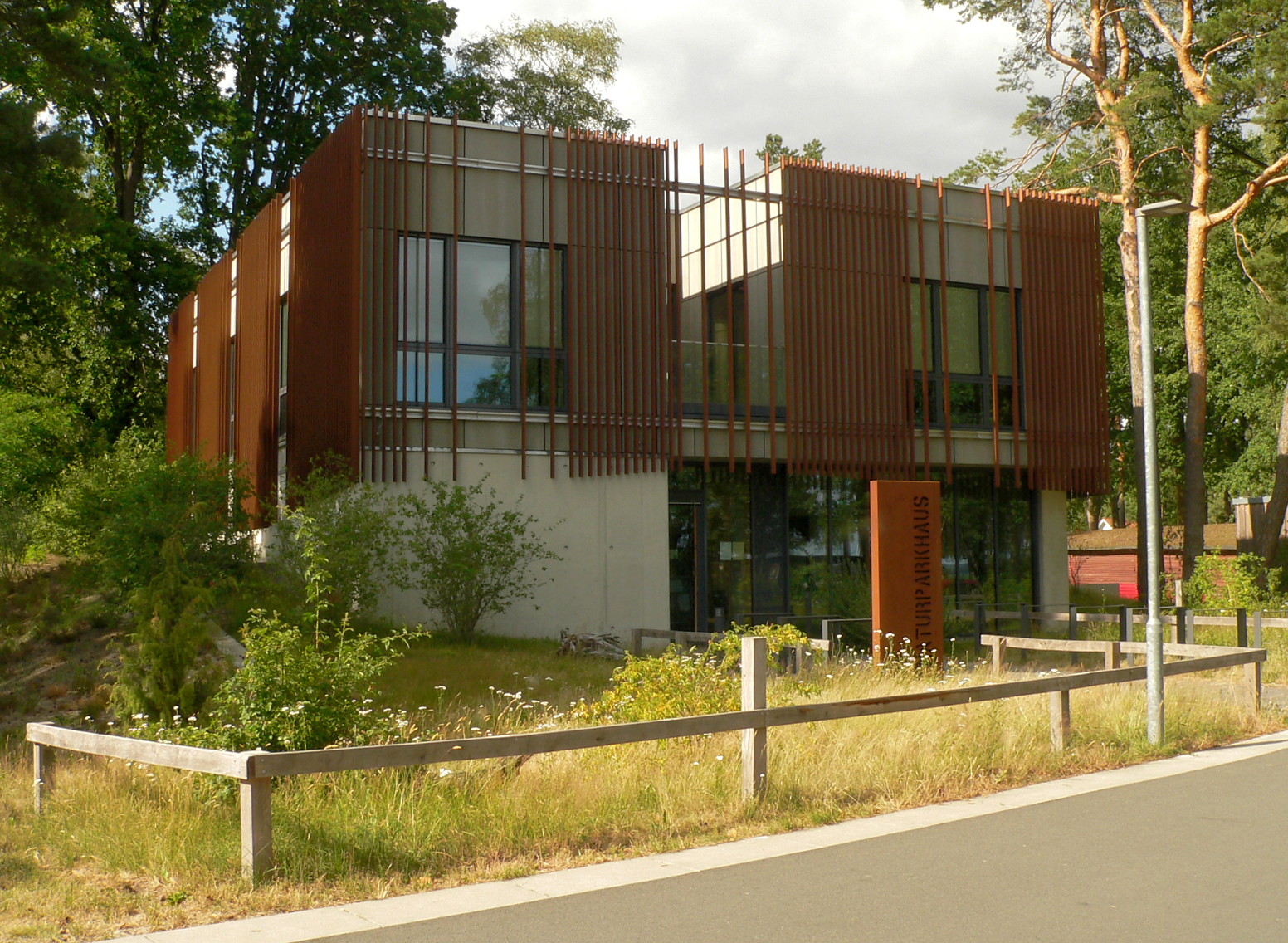
Naturparkhaus Mardorf

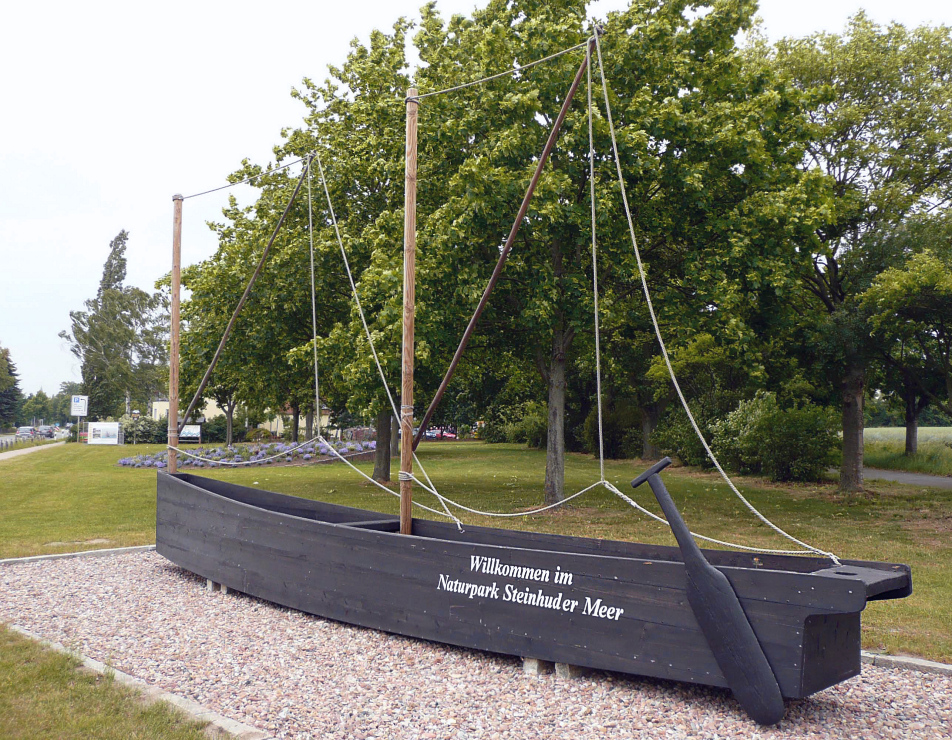
Ein Steinhuder Torfkahn am westlichen Ortseingang in Steinhude mit Aufschrift zum Naturpark Steinhuder Meer

Der Naturpark Steinhuder Meer erstreckt sich mit dem Steinhuder Meer als Kernstück über ein Gebiet von rund 420 km² Fläche in den Landkreisen Nienburg/Weser und Schaumburg und in der Region Hannover. Letztere ist Trägerin des 1974 gegründeten Naturparks.

## Geographische Lage
Der Naturpark Steinhuder Meer liegt südlich von Nienburg/Weser, westlich von Neustadt am Rübenberge, nordwestlich von Wunstorf, nördlich von Hagenburg und Sachsenhagen und östlich von Rehburg-Loccum, wobei sich Teile dieser Ortschaften auch innerhalb des Parks befinden. Im Zentrum des Naturparks liegt als größter See Nordwestdeutschlands das Steinhuder Meer. In seinem Nordteil befindet sich der Grinderwald, in seinem Ostteil das Tote Moor, sein Südwesten wird von den Rehburger Bergen begrenzt, und im Nordwesten liegt das Schneerener Moor.

## Beschreibung
Über 10 % des Naturparks stehen unter Naturschutz und über 65 % unter Landschaftsschutz. Das knapp 30 km² große und im Mittel nur 1,5 m tiefe Steinhuder Meer ist ein Feuchtgebiet internationaler Bedeutung und ist Brut-, Überwinterungs- und Durchzugsgebiet vieler Wat- und Wasservogelarten. Dabei kommt auch den Feuchtwiesen in der Umgebung des Sees eine bedeutende Rolle zu. In den teilweise noch intakten oder rekultivierten Moorgebieten sind ebenfalls zahlreiche seltene Tier- und Pflanzenarten zuhause.
Aufgrund der vielfältigen Möglichkeiten der Freizeitgestaltung in einer reizvollen Landschaft, wie Radfahren, Wandern, Schwimmen, Segeln und Surfen, suchen an Sommerwochenenden bis zu 50.000 Tagesgäste den Naturpark auf.
Die Orte Steinhude und Mardorf profitieren davon wesentlich mehr als Rehburg, Winzlar, Hagenburg oder Großenheidorn. Seeanrainerorte haben Beschränkungen durch den Naturschutz auferlegt bekommen. Interessenkonflikte ergeben sich durch die Höhe des Wasserstandes, die Entschlammung und Entkrautung des Sees, die Bebauung des Uferbereichs und die Lenkung des Touristenstroms. Konfliktpotential besteht ebenso aufgrund der Einschränkungen der Surf-, Segel- und Wandermöglichkeiten zugunsten der Anforderung eines Vogelschutzgebietes internationalen Ranges. Für die Lösung dieser Interessenkonflikte zwischen Naturschutz und Tourismus wurde der Naturpark bereits mehrfach ausgezeichnet. Der Naturpark betreibt das Naturpark Infozentrum Steinhude und das Naturparkhaus Mardorf, die Informationen zur 
Natur im Schutzgebiet bieten und Exkursionen sowie Veranstaltungen anbieten.